# Jeff Agoos
Jeffrey « Jeff » Alan Agoos   est un joueur de football (soccer) américain né le 2 mai 1968 à Genève en Suisse. Il évoluait au poste de défenseur.

## Biographie

### Parcours en sélection
Il débute avec l'équipe des États-Unis en 1995 et connaît sa dernière sélection en 2005.
Avec cette équipe, il participe à la Coupe du monde 1998 puis à celle de 2002.
Au total, il reçoit 134 sélections et inscrit quatre buts en équipe nationale.

## Palmarès

### En club
D.C. United
- Vainqueur de la Coupe MLS en 1996, 1997 et 1999
- Vainqueur du Supporters' Shield en 1997 et 1999
- Vainqueur de la Coupe des États-Unis en 1996
- Vainqueur de la Coupe des champions de la CONCACAF en 1998
- Vainqueur de la Copa Interamericana en 1998
- Finaliste de la Coupe des États-Unis en 1997
- Finaliste de la Coupe MLS en 1998

 Earthquakes de San José
- Vainqueur de la Coupe MLS en 2001 et 2003

### En sélection
États-Unis
- Vainqueur de la Gold Cup en 2002
- Finaliste de la Gold Cup en 1998

### Distinctions individuelles
- Nommé sur l'Équipe-type de la Major League Soccer en 1997, 1999 et 2001
- Nommé défenseur de l'année de MLS en 2001
- Intronisé au National Soccer Hall of Fame en 2009